# Brandballen

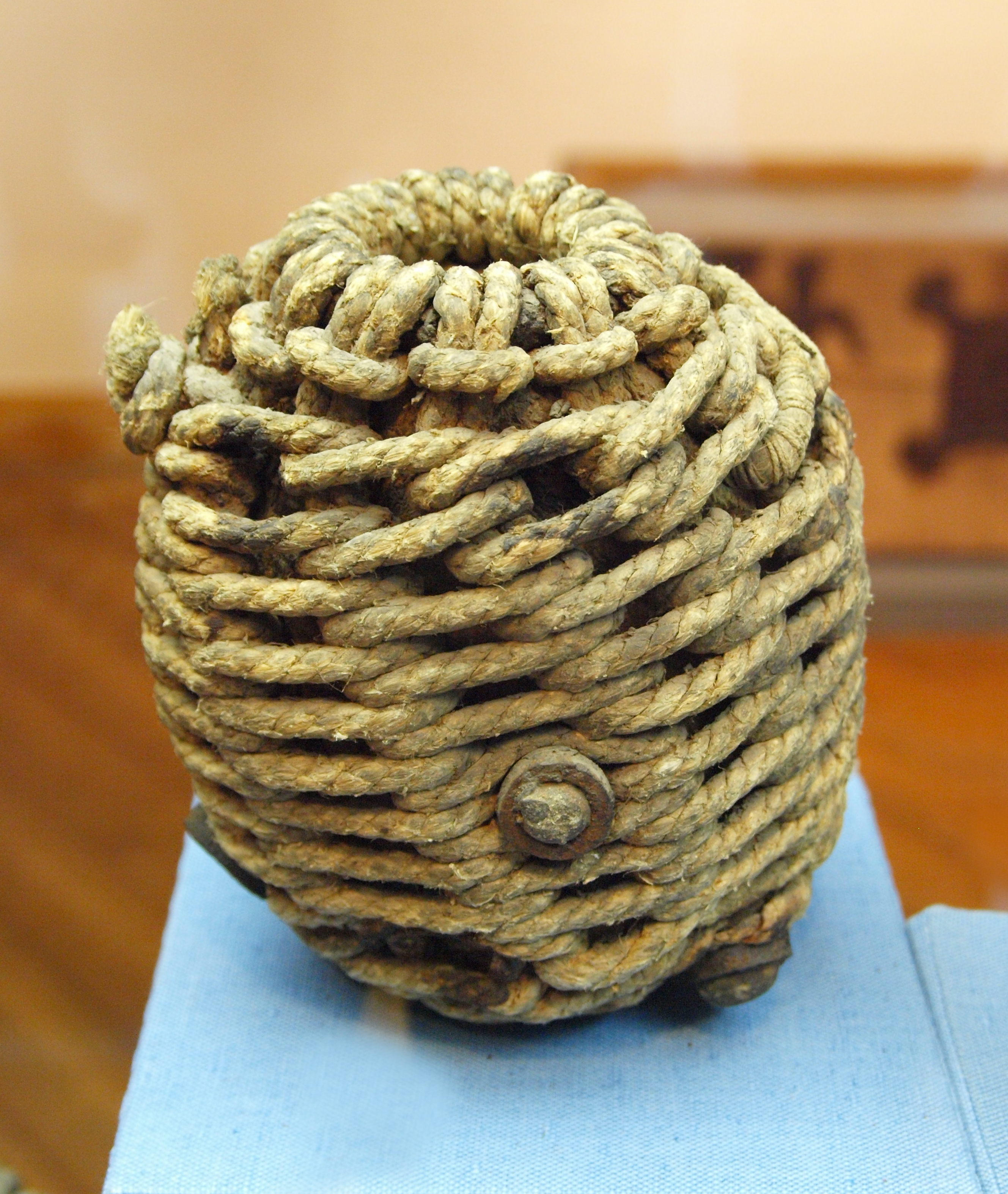
Brandballen des 16./17. Jahrhunderts mit teilweise erhaltenen Mordschlägen aus den Kunstsammlungen der Veste Coburg

Ein Brandballen oder eine Feuerkugel (auch Feuerballen oder Lichtballen genannt) ist ein historisches Brandkampfmittel. Es handelt sich dabei um kugelförmige bis langovale Gebilde, die aus unterschiedlichen Materialien (hauptsächlich Leinen und Tauwerk) gefertigt und später mit unterschiedlichen sehr aggressiv brennenden Mischungen aus festen Stoffen gefüllt wurden.
Die Brand- oder Feuerballen bildeten eine eigene Gruppe innerhalb der sogenannten ernsten Kriegsfeuerwerke. Erstmalige Erwähnung finden sie im Feuerwerksbuch von Johannes Bengedans im Jahre 1450. Originale sind vom 16. bis Mitte des 19. Jahrhunderts erhalten.

## Herstellung

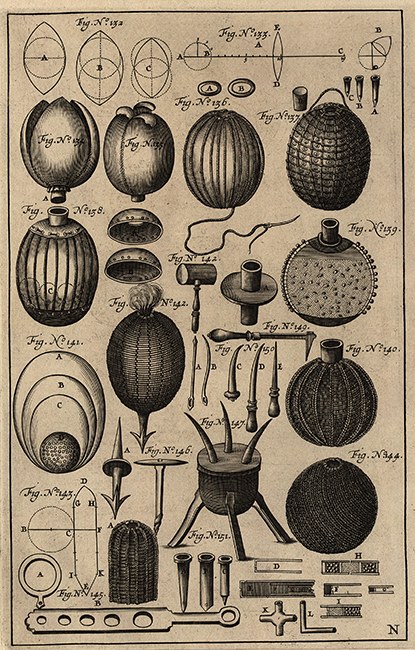
Schautafel zur Herstellung von Brandballen nach Simienowicz 1676

Zubereitet wurden die Brandballen bzw. Feuerkugeln im Allgemeinen von Büchsenmeistern.
Zunächst wurden mittels einer vorgefertigten Schablone einzelne Teilsegmente (i. d. R. vier bis sechs Stücke) ausgeschnitten und diese zum sogenannten Brandmittelsack zusammengenäht. Dabei war es wichtig zu wissen, wie genau der fertige Brandballen später verwendet werden sollte, da sie entweder von Hand, mit unterschiedlichen Wurfgeräten (Schleudern/Katapulten) oder aus Mörsern geworfen werden konnten. Sollte der Einsatz mittels Mörser (also aus einer Rohrwaffe heraus) erfolgen, war eine genaue Berechnung der Maße der Teilsegmente sowie die Zugabe für die spätere Umstrickung mit Außenbeschichtung erforderlich, damit der fertige Ballen auch dem jeweiligen Kaliber entsprach und ohne Probleme geladen werden konnte. Nachdem der Brandmittelsack bis auf die spätere Einfüllöffnung vollständig vernäht worden war, wurde jetzt die Außenseite „gepicht“ d. h. mit flüssigem Pech imprägniert. Danach wurde der Sack durch die Einfüllöffnung auf links gedreht. So lag zum einen die gepichte Seite innen und zum anderen störten bei der später folgenden Umstrickung mit Tauwerk die Nahtwulste des Brandmittelsackes nicht. Nun gab es zwei Möglichkeiten der Befüllung. Entweder (bei unmittelbarem folgendem Einsatz) sofort mit der Brandmischung oder (bei zunächst längerer Lagerung) mit einer inerten Ersatzfüllung (z. B. mit trockenem Sand).
Die Brandfüllung, die im Wesentlichen aus Salpeter und Schwefel bestand (die bekannten Verfasser der damaligen Feuerwerksbücher bieten eine Vielzahl unterschiedlicher Mischungen an) wurde dann in den Sack eingefüllt und mit einem Holzstößel verdichtet. Nach dem Vernähen der Einfüllöffnung wurde mit der Umstrickung des Brandmittelsackes begonnen. Um die Einfüllöffnung wurde zunächst ein Metallring als Ausgangspunkt der Umstrickung fixiert. Je nach Umstrickungstyp (bis heute sind sieben unterschiedliche Typen anhand erhaltener Originalballen nachgewiesen) wurde auch am unteren Ende ein solcher Ring fixiert. Jetzt konnte mit der netzartigen Umstrickung begonnen werden. In der zeitgenössischen Literatur sind die einzelnen Techniken zwecks Unterscheidung mit unterschiedlichen Namen belegt, so etwa „Schneckenbund“, „Körbelbund“ oder „Jägerbund“. Je nach gewählter Strickstärke ergab sich daraus ein mehr oder weniger dichtes netzartiges Konstrukt aus Maschen und Knoten, das dem Ballen eine enorme Festigkeit verlieh.
Abschließend wurde der fertige Ballen noch „getauft“, d. h. in eine flüssige Mischung aus Pech, Harz, Wachs, Paraffin, Schwefel und/oder Salpeter getaucht. Die „Taufe“ erfüllte gleich mehrere Aufgaben. Nach dem Erkalten wurde diese Beschichtung steinhart und stützte so die Form des Ballens. Zusätzlich stellte sie eine äußere Imprägnierung des Ballens dar und aufgrund der Zusammensetzung der Taufe (auch hier sind unterschiedliche Rezepturen überliefert) bildete diese (beim Abbrand des eigentlichen Satzes) eine zusätzliche zähflüssige, lange nachbrennende Masse.

## Einsatz
Erst unmittelbar vor dem Einsatz wurde mit einem speziellen Werkzeug der Brandmittelsack am oberen Ende (im Bereich des Metallringes) angestochen und eine meist hölzerne sogenannte „Brandröhre“ (als Zünder) eingesetzt. Diese bestand aus einem konisch geformten Holz mit zentraler Mittelbohrung, in die ein spezieller Anzündsatz (auf Schwarzpulverbasis) eingepresst war. Dieser konnte entweder beim händischen Wurf mittels einer glimmenden Lunte oder einer Fackel oder beim Wurf aus dem Mörser, mittels der beim Abschuss entstehenden Flamme („aus dem Dunst“) angezündet werden.
Für den Wurf aus dem Mörser konnte der Brandballen mit einer Eisenkalotte am unteren Pol (der Treibladung zugewandten Seite) oder in einigen Fällen auch mit Kalotten an beiden Polen zusätzlich verstärkt werden, um so den einwirkenden Kräften beim Abfeuern und Auftreffen besser zu standzuhalten.
In der Wirkungsweise sehr artverwandt, aber aufgrund der vielfältigen Bauarten eine eigenständige Gruppe des ernsten Feuerwerkes bildend, sind hier noch die sogenannten Karkassen zu erwähnen. Diese stellen im Grunde einen Brandballen dar, der zusätzlich noch mit einem „Skelett“ aus Eisenbändern und Eisenkalotten ummantelt ist, welches ihm eine extreme äußere Festigkeit verleiht.

## Wirkung
Nach dem Durchbrennen der Brandröhre (des Zünders) erfolgte die Anzündung des aggressiven Brandsatzes, welcher je nach Größe des Ballens bis zu mehreren Minuten brannte und dabei mit Leichtigkeit in der Lage war, Brandlasten wirkungsvoll zu entzünden. Ein Löschen mit Wasser war nur sehr schwer möglich.
Brandballen (Feuerkugeln) sind nicht zu verwechseln mit den Brandkugeln.

## Zusätzliche Armierung

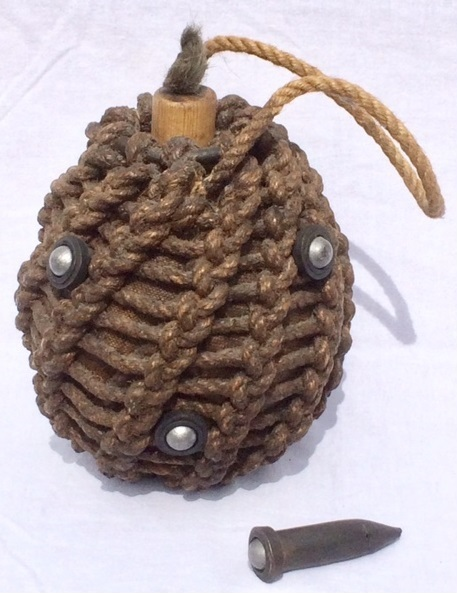
Brandballen (Rekonstruktion) mit Mordschlägen

Um Lösch- und Bergeversuche zu erschweren bzw. gänzlich zu unterbinden, gab es die Möglichkeit eine oder mehrere Handgranaten (je nach Größe des Brandballens) in diesen mit einzubetten. Sehr weit verbreitet war die „Armierung“ der Ballen mit Selbstschusselementen (sogenannten „Schlägen“ oder "Mordschlägen"). Dies waren kleine eiserne, am hinteren Ende zusammengeschmiedete Röhren, die mit Pulver und einer (oder mehreren) Kugel(n) in damals gebräuchlichen Handwaffenkaliber (ca. 12–19 mm) geladen und in unterschiedlicher Anzahl von außen in die fertigen Ballen eingeschlagen wurden.
Beim Abbrand des Brandsatzes (der dem eines „Stirnbrenner“ gleichkommt) wurden die Schläge so zu unterschiedlichen und für den Gegner nicht vorhersehbaren Zeiten ausgelöst und verschossen ihre Projektile zu allen Seiten. Auf diese Weise waren Lösch- oder Bergeversuche, wenn überhaupt, nur unter erheblicher Verletzungs- oder gar Lebensgefahr möglich.

## Kulturelle Rezeption
Einige dieser Kampfmittel sind in verschiedenen Museen Europas bis heute erhalten geblieben, so etwa im Armeemuseum Stockholm, dem Bayerischen Armeemuseum, dem Bernischen Historischen Museum, dem Historischen Museum Basel, dem Heeresgeschichtlichen Museum Wien, den Kunstsammlungen der Veste Coburg, dem Marinemuseum Karlskrona, oder der Rüstkammer Dresden.